# Ras El Ain
Ras El Ain (àrab: راس العين, Raʾs al-ʿAyn; amazic estàndard marroquí: ⵕⴰⵙ ⵍⵄⵉⵏ, Ṛas Lℇin) és una comuna rural de la província de Youssoufia, a la regió de Marràqueix-Safi, al Marroc. Segons el cens de 2014 tenia una població total de 19.614 persones.